# Eastern Europe Cup w biegach narciarskich 2019/2020
Eastern Europe Cup w biegach narciarskich 2019/2020 to kolejna edycja tego cyklu zawodów. Rywalizacja rozpoczęła się 12 listopada 2019 roku w kazachskim Szczuczyńsku, a zakończy się 1 marca 2020 roku w rosyjskiej miejscowości Kononowskaja.
Obrończynią tytułu jest Rosjanka Olga Cariewa, a wśród mężczyzn Rosjanin Jermił Wokujew.

## Kalendarz i wyniki

### Kobiety
| Lp  | Data              | Miejscowość     | Dystans              | 1. miejsce             | 2. miejsce             | 3. miejsce             |
| --- | ----------------- | --------------- | -------------------- | ---------------------- | ---------------------- | ---------------------- |
| 1.  | 12 listopada 2019 | Szczuczyńsk     | Sprint s. klasycznym | Anastasija Kiriłłowa   | Jewgienija Szapowałowa | Christina Macokina     |
| 2.  | 13 listopada 2019 | Szczuczyńsk     | 5 km s. klasycznym   | Anastasija Kiriłłowa   | Daria Rogozina         | Natalia Barakina       |
| 3.  | 14 listopada 2019 | Szczuczyńsk     | 5 km s. dowolnym     | Jekatierina Smirnowa   | Nina Dubotołkina       | Jewgienija Szapowałowa |
| 4.  | 29 listopada 2019 | Wierszyna Tioi  | Sprint s. klasycznym | Jewgienija Szapowałowa | Christina Macokina     | Olga Kuczeruk          |
| 5.  | 30 listopada 2019 | Wierszyna Tioi  | 10 km s. dowolnym    | Alena Perewozchikowa   | Nina Dubotołkina       | Maja Jakunina          |
| 6.  | 2 grudnia 2019    | Wierszyna Tioi  | Sprint s. dowolnym   | Christina Macokina     | Maja Jakunina          | Olga Kuczeruk          |
| 7.  | 3 grudnia 2019    | Wierszyna Tioi  | 10 km s. klasycznym  | Jewgienija Szapowałowa | Lilija Wasiljewa       | Alija Iksanowa         |
| 8.  | 25 grudnia 2019   | Krasnogorsk     | 10 km s. klasycznym  | Odwołany               | Odwołany               | Odwołany               |
| 9.  | 26 grudnia 2019   | Krasnogorsk     | Sprint s. dowolnym   | Odwołany               | Odwołany               | Odwołany               |
| 10. | 28 grudnia 2019   | Krasnogorsk     | Sprint s. klasycznym | Odwołany               | Odwołany               | Odwołany               |
| 11. | 29 grudnia 2019   | Krasnogorsk     | 15 km s. dowolnym    | Odwołany               | Odwołany               | Odwołany               |
| 12. | 16 stycznia 2020  | Raubiczy/ Mińsk | Sprint s. dowolnym   | Odwołany               | Odwołany               | Odwołany               |
| 13. | 17 stycznia 2020  | Raubiczy/ Mińsk | 5 km s. klasycznym   | Odwołany               | Odwołany               | Odwołany               |
| 14. | 19 stycznia 2020  | Raubiczy/ Mińsk | Sprint s. klasycznym | Odwołany               | Odwołany               | Odwołany               |
| 15. | 7 lutego 2020     | Syktywkar       | 10 km s. dowolnym    | Marina Czernousowa     | Wictorija Kalinina     | Alena Perewozchikowa   |
| 16. | 9 lutego 2020     | Syktywkar       | Sprint s. klasycznym | Jewgienija Szapowałowa | Olga Cariewa           | Lilija Wasiljewa       |
| 17. | 23 lutego 2020    | Moskwa          | Sprint s. dowolnym   | Anastasija Moskalenko  | Lilija Wasiljewa       | Anastasija Własowa     |
| 18. | 26 lutego 2020    | Kononowskaja    | 10 km s. dowolnym    | Jekatierina Smirnowa   | Alena Perewozchikowa   | Marina Czernousowa     |
| 19. | 27 lutego 2020    | Kononowskaja    | Sprint s. klasycznym | Jewgienija Szapowałowa | Olga Kuczeruk          | Lilija Wasiljewa       |
| 20. | 1 marca 2020      | Kononowskaja    | 15 km (bieg łączony) | Anastasia Rygalina     | Lilija Wasiljewa       | Lali Kwarachelija      |

### Mężczyźni
| Lp  | Data              | Miejscowość     | Dystans              | 1. miejsce         | 2. miejsce          | 3. miejsce               |
| --- | ----------------- | --------------- | -------------------- | ------------------ | ------------------- | ------------------------ |
| 1.  | 12 listopada 2019 | Szczuczyńsk     | Sprint s. klasycznym | Andriej Parfionow  | Jermił Wokujew      | Aleksandr Panżynski      |
| 2.  | 13 listopada 2019 | Szczuczyńsk     | 10 km s. klasycznym  | Jermił Wokujew     | Andriej Parfionow   | Konstantin Borcow        |
| 3.  | 14 listopada 2019 | Szczuczyńsk     | 10 km s. dowolnym    | Witalij Puchkało   | Stanisław Wołżencew | Artem Nikołajew          |
| 4.  | 29 listopada 2019 | Wierszyna Tioi  | Sprint s. klasycznym | Siergiej Ardaszew  | Jermił Wokujew      | Aleksiej Wicenko         |
| 5.  | 30 listopada 2019 | Wierszyna Tioi  | 15 km s. dowolnym    | Aleksiej Wicenko   | Almaz Taipov        | Władimir Frołow          |
| 6.  | 2 grudnia 2019    | Wierszyna Tioi  | Sprint s. dowolnym   | Andriej Krasnow    | Dienis Filmonow     | Iwan Kiriłłow            |
| 7.  | 3 grudnia 2019    | Wierszyna Tioi  | 15 km s. klasycznym  | Iwan Kiriłłow      | Aleksiej Wicenko    | Aleksandr Biessmiertnych |
| 8.  | 25 grudnia 2019   | Krasnogorsk     | 15 km s. klasycznym  | Odwołany           | Odwołany            | Odwołany                 |
| 9.  | 26 grudnia 2019   | Krasnogorsk     | Sprint s. dowolnym   | Odwołany           | Odwołany            | Odwołany                 |
| 10. | 28 grudnia 2019   | Krasnogorsk     | Sprint s. klasycznym | Odwołany           | Odwołany            | Odwołany                 |
| 11. | 29 grudnia 2019   | Krasnogorsk     | 30 km s. dowolnym    | Odwołany           | Odwołany            | Odwołany                 |
| 12. | 16 stycznia 2020  | Raubicze/ Mińsk | Sprint s. dowolnym   | Odwołany           | Odwołany            | Odwołany                 |
| 13. | 17 stycznia 2020  | Raubicze/ Mińsk | 10 km s. klasycznym  | Odwołany           | Odwołany            | Odwołany                 |
| 14. | 19 stycznia 2020  | Raubicze/ Mińsk | Sprint s. klasycznym | Odwołany           | Odwołany            | Odwołany                 |
| 15. | 7 lutego 2020     | Syktywkar       | 15 km s. dowolnym    | Artem Nikołajew    | Iwan Kiriłłow       | Michaił Sosnin           |
| 16. | 9 lutego 2020     | Syktywkar       | Sprint s. klasycznym | Jermił Wokujew     | Aleksiej Wicenko    | Siergiej Kanew           |
| 17. | 23 lutego 2020    | Moskwa          | Sprint s. dowolnym   | Kasper Stadaas     | Aleksiej Wicenko    | Clément Arnaud           |
| 18. | 26 lutego 2020    | Kononowskaja    | 15 km s. dowolnym    | Artem Nikołajew    | Ilja Poroszkin      | Antom Timaszow           |
| 19. | 27 lutego 2020    | Kononowskaja    | Sprint s. klasycznym | Andriej Krasnow    | Fedor Nazarow       | Aleksiej Wicenko         |
| 20. | 1 marca 2020      | Kononowskaja    | 30 km (bieg łączony) | Aleksiej Szemiakin | Ilja Poroszkin      | Stanisław Wołżencew      |

## Klasyfikacje
| Lp. | Zawodniczka            | Punkty |
| --- | ---------------------- | ------ |
| 1.  | Jewgienija Szapowałowa | 731    |
| 2.  | Lilija Wasiljewa       | 647    |
| 3.  | Christina Macokina     | 368    |
| 4.  | Olga Kuczeruk          | 359    |
| 5.  | Marina Czernousowa     | 356    |
| 6.  | Anastasija Moskalenko  | 336    |
| 7.  | Alena Perewozchikowa   | 316    |
| 8.  | Wictorija Kalinina     | 305    |
| 9.  | Anastasija Własowa     | 278    |
| 10. | Jekatierina Smirnowa   | 248    |
| 11. | Nina Dubotołkina       | 242    |
| 12. | Marija Dawidjenkowa    | 232    |
| 13. | Anastasija Kiriłłowa   | 200    |
| 14. | Darja Rogozina         | 193    |
| 15. | Lali Kwarachelija      | 189    |

| Lp. | Zawodnik             | Punkty |
| --- | -------------------- | ------ |
| 1.  | Jermił Wokujew       | 611    |
| 2.  | Aleksiej Wicenko     | 532    |
| 3.  | Artem Nikołajew      | 451    |
| 4.  | Iwan Kiriłłow        | 450    |
| 5.  | Stanisław Wołżencew  | 352    |
| 6.  | Andriej Krasnow      | 298    |
| 7.  | Andriej Parfionow    | 296    |
| 8.  | Andriej Feller       | 258    |
| 9.  | Antom Timaszow       | 207    |
| 10. | Władimir Frołow      | 202    |
| 11. | Władisław Wieczkanow | 183    |
| 12. | Dienis Filmonow      | 173    |
| 13. | Almaz Taipov         | 165    |
| 14. | Witalij Puchkało     | 160    |
| 14. | Ilja Poroszkin       | 160    |